# Liberté intellectuelle

La liberté intellectuelle fait référence au droit de chaque individu de rechercher et de recevoir des informations de tous les points de vue sans restriction. Pour ce faire, il est primordial de favoriser ce qu’on désigne comme un marché des idées, c’est-à-dire une société démocratique dans laquelle l’ensemble des formes d’expression du savoir et des idées cohabitent et circulent librement. De cette manière, chacun peut accéder librement aux ressources lui permettant d’explorer l’ensemble des facettes d’une problématique.

« Tout individu a droit à la liberté d'opinion et d’expression ; ce droit inclut la liberté d'affirmer des opinions sans interférence et de rechercher, recevoir et transmettre des informations et des idées par tous les moyens et sans tenir compte des frontières. »

— Article 19 de la Déclaration universelle des

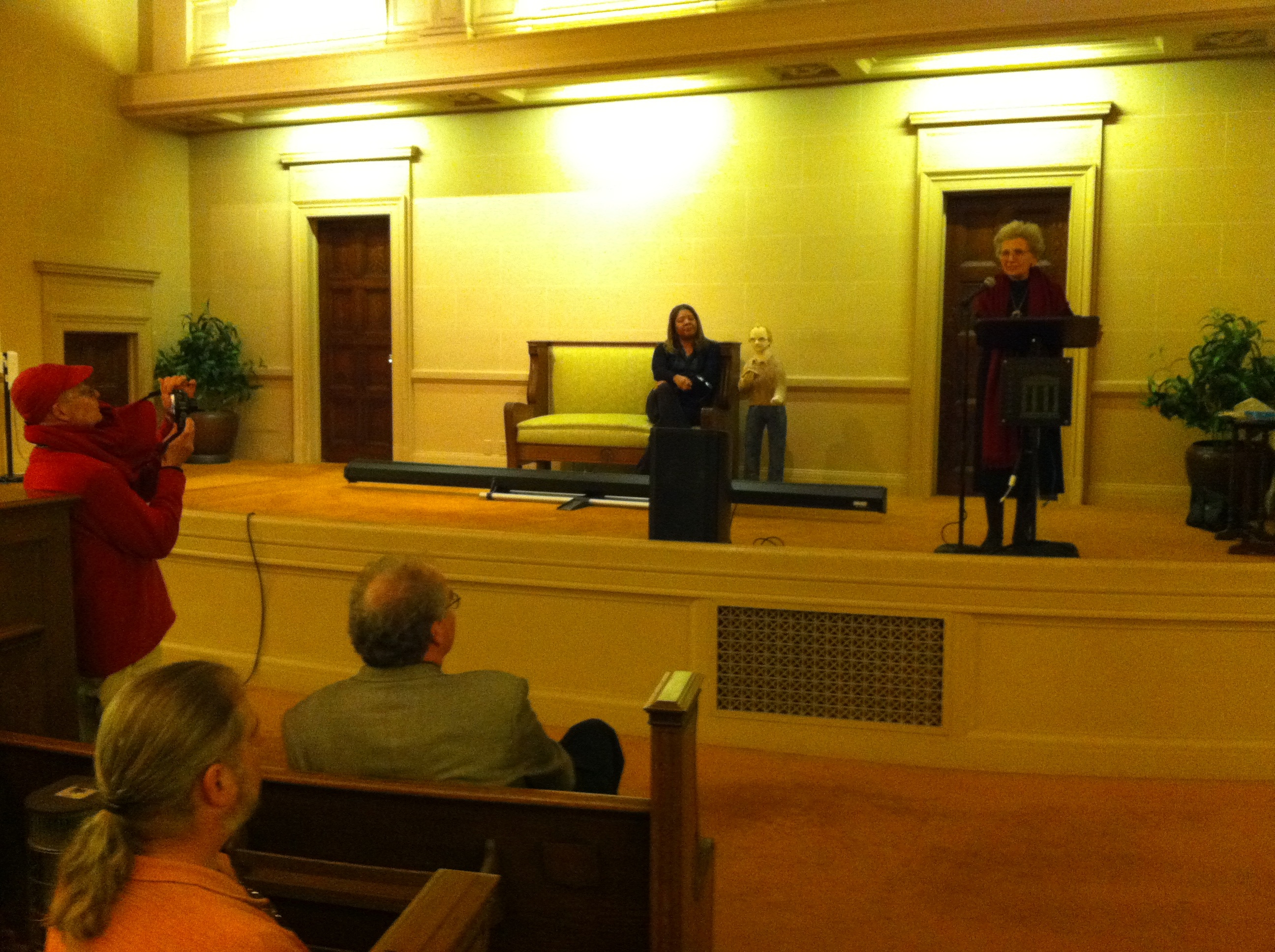
Zoia Horn présentant le prix "Zoia Horn Intellectual Freedom Award" à Brewster Kahle en 2010.

Nations Unies sur les droits de l'homme.

## Les bibliothèques et la liberté intellectuelle

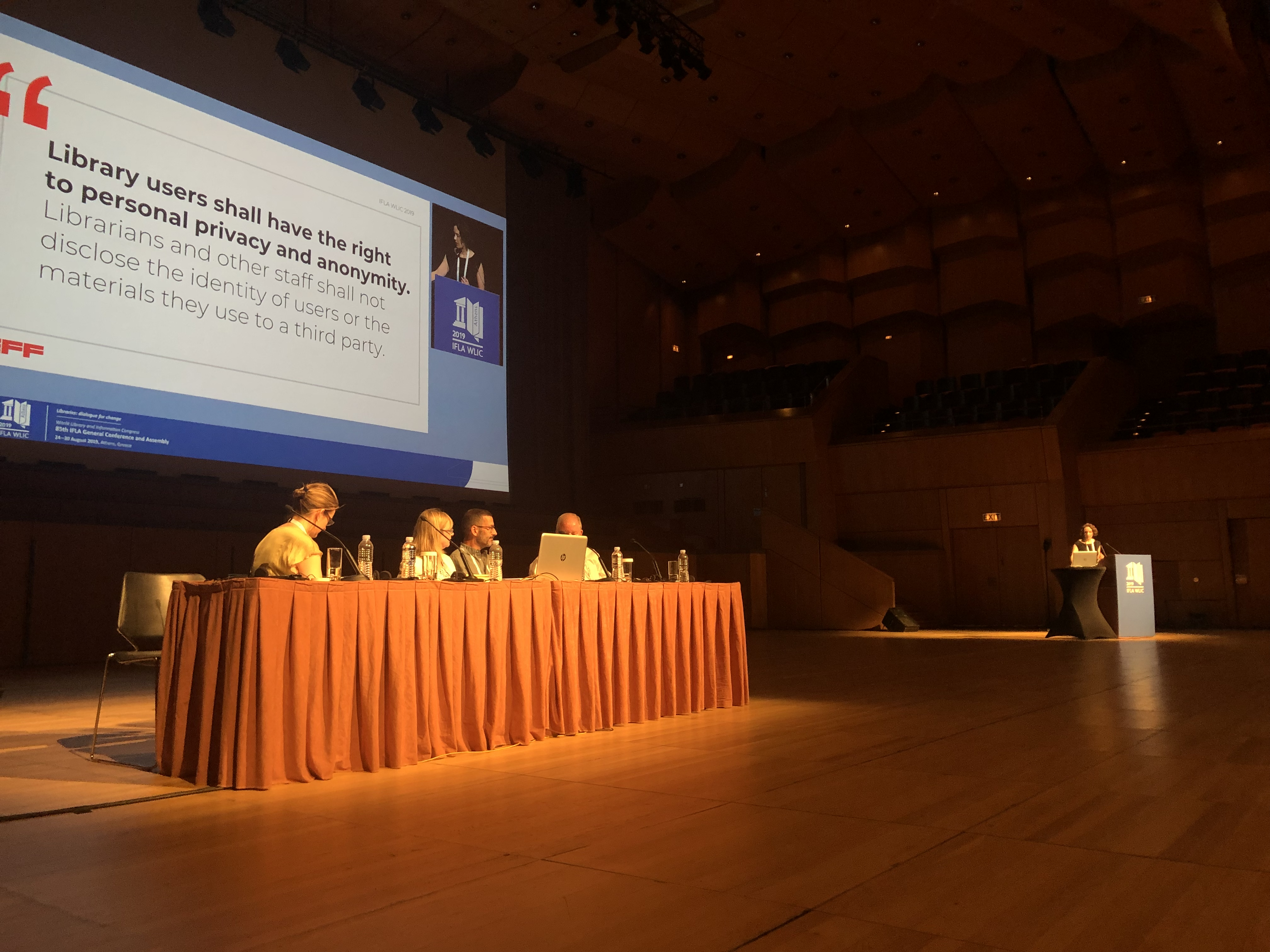
IFLA, Congrès mondial des bibliothèques et de l’information, Session 080, 2019.

La Déclaration sur les bibliothèques et la liberté intellectuelle de la Fédération internationale des associations et institutions de bibliothèques (IFLA) défend le droit de chacun d’avoir accès à l’ensemble des savoirs et créations artistiques autant que de pouvoir prendre la parole pour s’exprimer publiquement. Selon cette déclaration de 1999, le droit de savoir est précurseur à la liberté d’expression puisqu’il permet le développement de la pensée, alors que la liberté d’expression est requise pour un accès libre à l’information. Puisque la démocratie et les droits civils en dépendent, l'IFLA affirme que la protection de la liberté intellectuelle devrait être une responsabilité fondamentale de tous les bibliothécaires et professionnel.le.s de l’information du monde.

### Bibliothécaires au service de la liberté intellectuelle

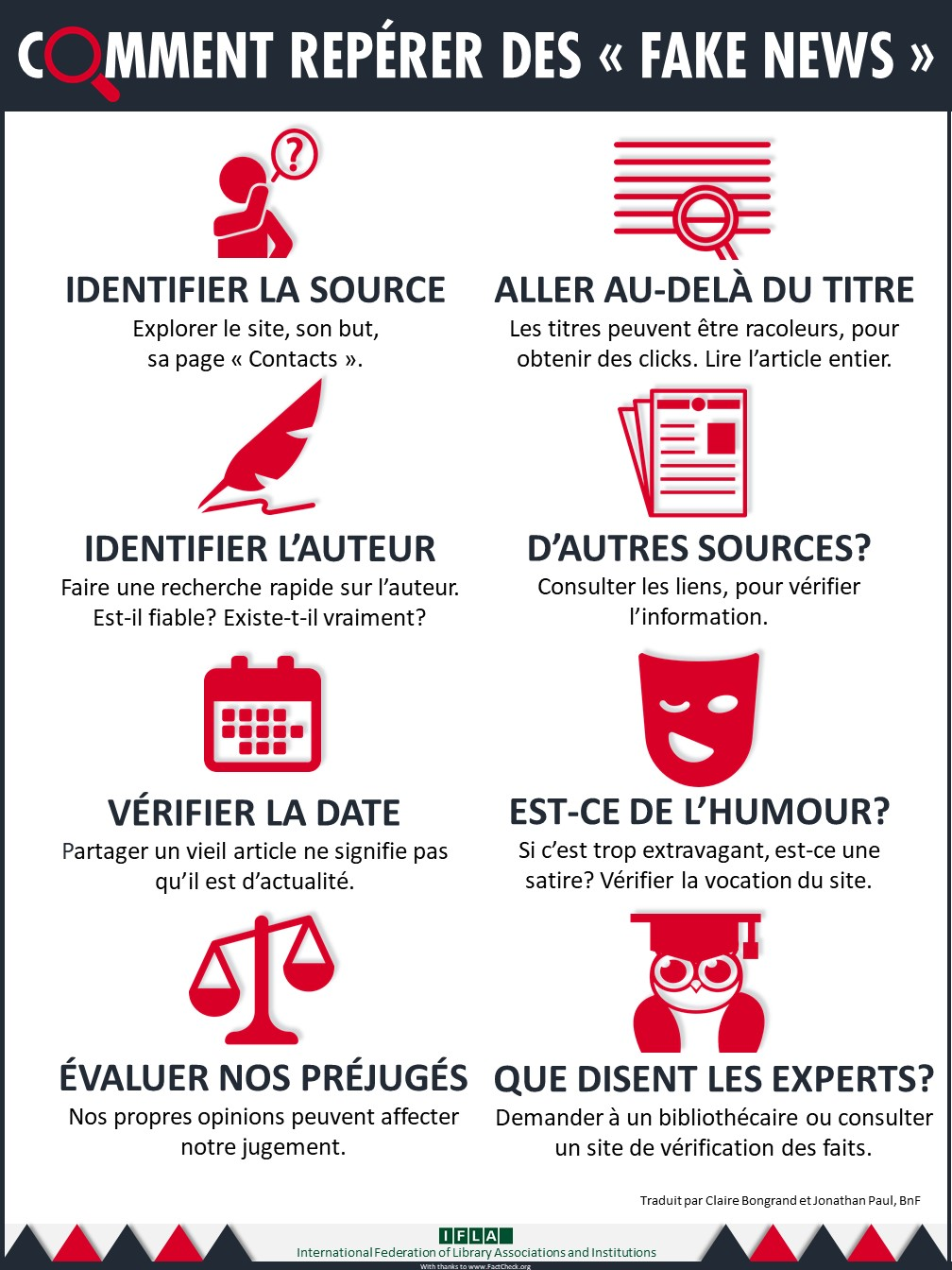
Comment repérer des «fake news». Infographie de l'IFLA, inspiré de l'article "How to Spot Fake News", FactCheck, 2016.

Les bibliothécaires deviennent gardien.ne.s de la liberté intellectuelle par leur adhésion au code déontologique professionnel ,,,,. Selon le code d’éthique de l'IFLA, l’accès à l’information permettant le travail, l’éducation, le plaisir, la participation citoyenne et culturelle, et ce, pour tous les humains, représente la mission principale des professionnel.le.s de l’information.
Par contre, pour les professionnel.le.s de l’information, la liberté intellectuelle n’est pas simplement une question éthique au cœur des textes fondateurs. Dans son livre Profession bibliothécaire, Guylaine Beaudry propose que chaque interaction des bibliothécaires représente une occasion de personnifier ces valeurs universelles.
En effet, la mission principale des bibliothécaires est intrinsèquement liée au maintien de la démocratie libérale. David Lankes soutient que par l’accès à l’information, la transparence systémique et l’éducation, les bibliothèques fournissent les outils de la participation citoyenne. Annoncée lors du 75e anniversaire de l’IFLA en 2002, la Déclaration de Glasgow sur les bibliothèques, les services d’information et la liberté intellectuelle, réitère la centralité de la bibliothéconomie pour la préservation de la liberté intellectuelle, alliée indispensable à la démocratie et la protection des droits humains,.
Alors que l’Internet permet la démocratisation de l’accès à de l’information de qualité, plusieurs ressources demeurent inexactes,. En plus des actions et réflexions pour contrer la censure,, les bibliothécaires doivent favoriser le développement de l’esprit critique par des activités d’éducation afin de permettre aux usagers d'utiliser la documentation rationnellement.

#### Médiation culturelle et philosophie du troisième lieu
La médiation désigne l’ensemble des dispositifs favorisant l’interaction entre les collections et les usagers. Cette mission essentielle des professions qui ont en charge l’accueil et l’information des publics est traversée par des enjeux liés à la question de la légitimité : « Légitimité de la mission de démocratisation culturelle, légitimité de la sélection et de la prescription qu’elle opère, légitimité des hiérarchies qui fondent ces sélections, enfin, légitimité du bibliothécaire face au public ». Si Internet et l’accessibilité des ressources documentaires en libre accès par les outils du Web 2.0 remettent en cause le rôle traditionnel de médiateur de la bibliothèque, cette désintermédiation amène à redéfinir de nouvelles modalités d’accès à l’information. Paradoxalement, l’abondance et la rapidité d’accès à une masse d’information légitiment le travail de médiation dans le foisonnement des contenus disponibles. Dans la logique de la bibliothèque « troisième lieu », le modèle de la « médiation participative » encourage la pleine participation des usagers qui ne sont plus seulement des consommateurs. Le virage entrepris par la philosophie du « troisième lieu » transforme les bibliothèques en lieux participatifs où les membres des communautés peuvent collaborer, échanger et organiser des activités de toutes sortes dans un esprit d’appropriation citoyenne et communautaire. 

#### Processus d'élagage
L'élagage est la procédure se rapportant à la suppression permanente de ressources documentaires des collections d'une bibliothèque jugées désuètes vis-à-vis ses objectifs ou ses clientèles. Les critères de conservation et d'élagage des documents répondent à des impératifs de gestion d'espace et de qualité documentaire. Les milieux documentaires sont encouragés à procéder à un élagage en profondeur de ses collections tous les trois ans.

### Comités sur la liberté intellectuelle
- États-Unis: l'Intellectual Freedom Committee (IFC) est un comité de conseil de l’American Library Association (ALA), composé de 11 membres de l’ALA nommés par le conseil de l’ALA pour un mandat de deux ans. L'IFC est chargé de recommander les mesures nécessaires pour protéger les droits des utilisateurs, bibliothèques et bibliothécaires, conformément au premier amendement à la Constitution des États-Unis et à la Charte des droits des bibliothèques adoptée par le Conseil de l'ALA, travailler en collaboration avec le Bureau de la liberté intellectuelle et avec d'autres unités et responsables de l'association sur des affaires relatives à la liberté intellectuelle et à la censure[20],[21].

- Canada: le Comité de la Fédération canadienne des associations de bibliothèques (FCAB-CFLA) sur la liberté intellectuelle, un comité établi par le Conseil d’administration, est responsable de défendre la valeur de la liberté intellectuelle (tel que défini par la Déclaration universelle des droits de l'homme ) au Canada et d'élaborer des politiques, des lignes directrices, des énoncés de position et des rapports écrits dans le but d’informer la société de l’importance de la liberté intellectuelle[22].

### Situation au Québec (Canada)

#### Législation
En droit canadien, bien que le terme « liberté intellectuelle » n'est pas spécifiquement énoncé dans  la Constitution, on peut considérer à juste titre qu'elle est encadrée par d'autres libertés mentionnées dans la Charte canadienne des droits et libertés qui a été adoptée en 1982. Plus précisément, les libertés de conscience, de pensée, de croyance, d'opinion, d'expression, de presse et d'autres moyens de communication sont inscrites comme fondamentales dans l'article 2 de la dite charte. La protection de ces mêmes libertés, essentiellement, est aussi garantie par la Charte des droits et libertés de la personne du Gouvernement du Québec adoptée en 1975.
En contexte universitaire notamment, la liberté intellectuelle est un mode d'expression de la liberté académique, laquelle peut être distincte de la liberté d'expression ou de la liberté de conscience. En droit actuel, la liberté académique n'est pas incluse dans la Charte canadienne ou la Charte québécoise. Toutefois, les libertés académiques inhérentes à une institution universitaire sont reconnues à l'article 3 de la Loi sur l'Université du Québec. Certains arrêts de la Cour d'appel comme Barreau du Québec c. Boyer ou de la Cour suprême comme Mckinney c. Université de Guelph considèrent comme un principe de droit administratif que l'État doit s'abstenir de trop intervenir dans les affaires internes d'une université. Au sein même d'une université, les professeurs sont des employés de l'université et sont liés par un contrat de travail avec lien de subordination.

#### Bibliothèque et Archives nationales du Québec (BanQ)
L’adhésion de Bibliothèque et Archives nationales du Québec (BanQ) aux principes de la liberté intellectuelle énoncés par divers organismes internationaux et fédérations documentaires s’inscrit dans sa mission de diffusion et d’accès démocratique à l’information en vertu de la politique de développement de sa Collection universelle. Le cadre juridique de la présente politique repose sur la législation québécoise et canadienne en matière de droits et libertés de la personne. Quant au droit d’auteur, en plus de respecter la Loi sur le droit d'auteur, la Grande Bibliothèque endosse la Convention de berne sur les œuvres littéraires et artistiques et le Traité de Marrakech. Les modes de sélection et d’approvisionnement des ressources documentaires sont encadrés par le Règlement d’acquisition de la Collection universelle. En plus de l’évaluation continue de ses collections, BanQ se dote d’un cadre d’évaluation dont les critères assurent la légitimité et l’accessibilité des collections tout en continuant de répondre aux besoins actuels ou anticipés de ses clientèles. Les normes internes concernant la conservation et l’élagage régissent le processus d’évaluation en concertation avec la Direction générale de la Bibliothèque nationale. Les activités d’élagage suivent une procédure en conformité avec les critères de conservation et les objectifs de la politique de développement de la Collection universelle. La révision de la présente politique a lieu au minimum tous les cinq ans. 

#### Quelques événements marquants concernant les bibliothèques canadiennes

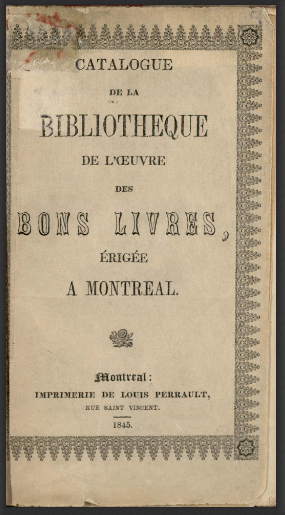
Page couverture du catalogue de la Bibliothèque de l'Œuvre des bons livres, érigée à Montréal

1844 : les Sulpiciens créent l’Œuvre des bons livres pour promouvoir les livres qui respectent la foi et les mœurs. Des bibliothèques paroissiales sont ensuite créées, à Québec et à Montréal, pour poursuivre cette même mission. Cette volonté de l'Église catholique de réguler les lectures et de dicter le rôle des bibliothèques au sein de la société québécoise se ressent jusqu'à la seconde moitié du XXe siècle.
Entre 1930 et 1960 : la censure s'exerce dans plusieurs bibliothèques. À cet égard, plusieurs livres jugés pernicieux sont retirés du catalogue de la Bibliothèque municipale de Montréal ou placé dans un espace dont l’accès est interdit nommé « l’Enfer ». La bibliothèque de l’Université Laval possède aussi pendant la décennie 1940 « sa salle de l’Index ».
1939 : l’American Library Association se positionne contre la censure pour une première fois en adoptant la Library Bill of Rights. Au Québec, cette position est vivement critiquée par le sulpicien Édouard Gagnon lors du congrès de l’Association canadienne des bibliothécaires de langue française en 1951.
1975 : Georges Cartier, fondateur de la Bibliothèque nationale du Québec, publie un texte dans la revue Argus pour sensibiliser ses collègues au droit à l’information et dénoncer les tentatives d’interdiction de consultation et de saisie de documents par la Gendarmerie Royale du Canada et la Sûreté du Québec dans son institution.
1976 : trois associations québécoises se rapportant aux milieux documentaires, c'est-à-dire l'Association des bibliothécaires du Québec (ABQLA), l'Association pour l'avancement des sciences et des techniques de la documentation (ASTED) et la Corporation des bibliothécaires professionnels du Québec (CBPQ), adoptent la Charte des droits du lecteur qui stipule spécifiquement que la liberté intellectuelle est un droit fondamental détenu par tous, essentiel à la vie en démocratie, et qui doit être défendu et garanti par la direction et le personnel des bibliothèques.
2019 : le Conseil scolaire catholique Providence en Ontario participe à une cérémonie de retrait d'ouvrages jeunesse jugés néfastes aux Autochtones. Accusés de perpétuer des stéréotypes, plusieurs ouvrages ont été brûlés pour fin de réconciliation avec les Premières Nations. Les cendres des livres ont ensuite servi d'engrais pour la plantation d'un arbre. D'autres cérémonies de « purification par les flammes » devaient se tenir dans chacune des écoles du Conseil scolaire, mais la pandémie Covid-19 et le tollé potentiel chez le personnel enseignant et les parents ont empêché leur tenue. La participation de Suzy Kies à la tête du projet a été critiquée en vertu de sa fausse identité autochtone revendiquée. Celle qui se proclame « gardienne du savoir » démissionne de son poste de coprésidente de la Commission des peuples autochtones du Parti libéral du Canada avant le débat des chefs.